# Է
La Է, minuscolo է, è la settima lettera dell'alfabeto armeno. Il suo nome è է, ē (armeno [ɛ]).
Rappresenta la vocale anteriore semiaperta non arrotondata [ɛ]. Viene utilizzata ad inizio di parola per rappresentare il suono [ɛ], posizione in cui la simile lettera ե suona [jɛ].

## Codici
- Unicode:
  - Maiuscola Է : U+0537
  - Minuscola է : U+0567